# Tatjana Jurjewna Logunowa
Tatjana Jurjewna Logunowa (russisch Татьяна Юрьевна Логунова; * 3. Juli 1980 in Moskau) ist eine russische Degen-Fechterin. Sie gewann bei den Olympischen Sommerspielen 2000 in Sydney und den Olympischen Sommerspielen 2004 in Athen Gold mit der Degen-Mannschaft. Tatjana Logunowa wurde zudem zwei Mal Weltmeisterin mit der Mannschaft.

## Karriere
Bei den Olympischen Sommerspielen 2000 in Sydney nahm Tatjana Logunowa im Degen-Einzel und mit der Degen-Mannschaft teil. Im Einzel erreichte sie den vierten Platz, mit der Mannschaft gewann sie die Goldmedaille. 2001 nahm Logunowa an der Fechtweltmeisterschaft in Nîmes, 2003 an der Fechtweltmeisterschaft in Havanna teil und gewann jeweils den Titel mit der Degen-Mannschaft.
Bei der Europameisterschaft in Koblenz erfocht sie Silber mit der Degen-Mannschaft,
2003 wurde sie in Bourges sowohl Einzeleuropameisterin als auch mit der Mannschaft.
Tatjana Logunowa nahm an den Olympischen Sommerspielen 2004 in Athen teil und gewann erneut mit der Degen-Mannschaft die Goldmedaille. Im Einzel-Wettbewerb der Spiele konnte sie nur den dreizehnten Rang erreichen. Bei den Fechtweltmeisterschaften 2007 in Sankt Petersburg erreichte Logunowa im Einzel Platz neun und mit der Mannschaft den zweiten Platz. In der Weltcup-Saison 2006/2007 gewann sie zudem das Einzel in Nanjing, in der Saison 2007/2008 in Tauberbischofsheim und wurde Zweite in Montreal. Bei den Olympischen Sommerspielen 2008 in Peking gab es im Degen für die Damen nur einen Einzelwettbewerb. Dort belegte Tatjana Logunowa, nachdem sie in der Runde der letzten 32 gegen die Schwedin Emma Samuelsson verlor, nur den 17. Platz.
Bei den Olympischen Spielen 2012 in London belegte Logunowa mit der Mannschaft den vierten Platz.